# Bleed & Scream
Bleed & Scream é o quarto álbum da banda sueca de Melodic HardRock Eclipse lançado em 2012 pela gravadora Frontiers.                                                      

## Faixas
2012
1. Wake Me Up (4:41)
2. Bleed And Scream (4:05)
3. Ain't Dead Yet (4:03)
4. Battlegrounds (4:15)
5. A Bitter Taste (5:08)
6. Falling Down (4:25)
7. S.O.S. (3:53)
8. Take Back The Fear (3:32)
9. The Unspoken Heroes (3:21)
10. About To Break (4:26)
11. After The End Of The World (6:14)

### Faixas Bônus
1. Come Hell Or High Water (2:56) no single Bleed & Scream lançado pela Sweden Rock Magazine, somente na Suécia.
2. Into The Fire (3:44) no single Bleed & Scream lançado pela Sweden Rock Magazine, somente na Suécia.
3. Battlegrouds (Acoustic Version) (4:27) na versão japonesa.

## Créditos
- Erik Martensson
- Magnus Henriksson
- Miqael Persson
- Daniel Jäger
- Johan Becker

## Formação
- Erik Martensson
- Magnus Henriksson
- Robban Bäck
- Johan Berlin

## Técnicos
- Mixagem e Produção de Erik Martensson e Magnus Henriksson